# 藏北碱茅
藏北碱茅（学名：Puccinellia stapfiana）为禾本科碱茅属下的一个种。